# Réservation (génie civil)
Pour les articles homonymes, voir Réservation.
Une réservation est une cavité ménagée dans une paroi ou une dalle, avant ou lors du coulage, en prévision du passage d'un conduit, de la pose d'un équipement ou de la réalisation d'un clavetage. Cet  espace vide, lors de la construction de génie civil, permet la mise en place de réseaux sans avoir à carotter ultérieurement la maçonnerie. Il est scellé par la suite, une fois les canalisations, fourreaux ou câbles mis en place.

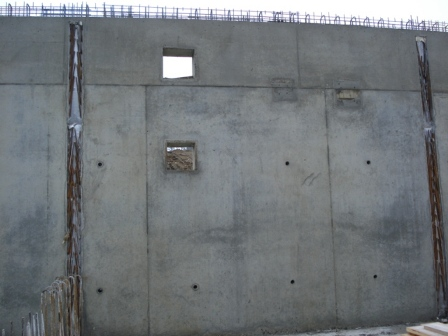
Réservations dans un mur de maçonnerie
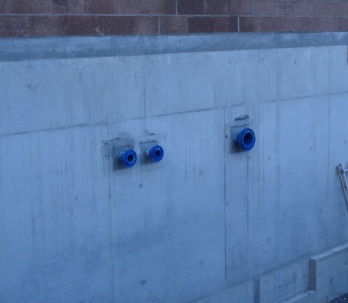
Réservations bouchées après passage des réseaux